# Alseodaphne dura
Alseodaphne dura es una especie de fanerógama dentro de la familia de las lauráceas. Es endémica de Malasia. Está amenazada debido a la destrucción del hábitat. 